# Серце Чечні
Мечеть «Серце Чечні» імені Ахмат-Хаджі Кадирова (рос. Мечеть «Сердце Чечни» имени Ахмата Кадырова, чеч. Маьждиг «Нохчийчоьнан дог» Кадыров Ахьмадан цӀарах дина маьждиг) — соборна мечеть у Грозному, названа на честь чеченського релігійного та політичного діяча Ахмата Кадирова. Є однією з найбільших мечетей Росії.

## Опис
Мечеть «Серце Чечні» розташована у парку у центрі Грозного на проспекті Володимира Путіна на місці колишньої площі Леніна, де розташовувалася будівля обкому КПРС. Мечеть є складовою Ісламського центру Чечні. Висота куполу мечеті становить 23 м, а мінаретів — 63 м; за площі 5000 м² вона здатна вмістити 10000 осіб.
Інтер'єр та фасади мечеті оздоблені травертином, міхраб оздоблено білим мармуром. Внутрішні розписи (аяти зКорану) виконані турецькими майстрами золотом. Інтер'єр також прикрашають 36 люстр, виготовлених із бронзи та золота та оздоблених кристалами Swarovski, що символізують головні святині ісламу: 27 з них символізують мечеть Купол Скелі в Єрусалимі, 8 — мечеть Пророка в Медіні, 1 — мечеть Аль-Харам в Мецці.

## Історія
Ідея спорудження мечеті виникла наприкінці 1980-х років, проте розпочалося 1997 року, однак, через початок Другої чеченської війни, будівництво продовжилося лише 2006 року. Прототипом Серця Чечні виступила Блакитна мечеть, яка розташована у Стамбулі. Ініціатором спорудження мечеті належить Ахматові Кадирову, а її будівництвом займалися турецькі фахівці, яких було запрошено до Грозного за сприяння мера турецького міста Конья.
Основне будівництво тривало близько 2 з половиною років (з квітня 2006 до жовтня 2008 року); разом з мечеттю було споруджено парк площею 14 га та фонтани біля мечеті. Урочисте відкриття відбулося 17 жовтня 2008 року.
2013 року Серце Чечні брала участь у загальноросійському телевізійному проекті «Росія 10», який мав на меті визначити шляхом глядацького голосування 10 символів Росії. Протягом тривалого часу мечеть очолювала глядацький рейтинг, проте останньої доби втратила лідерство, пропустивши вперед Коломенський кремль. У результаті президент Чечні Рамзан Кадиров зняв Серце Чечні з конкурсу, мотивувавши таке рішення підозрою мобільних операторів у маніпуляціях з голосами.
28 вересня 2015 року Центральним банком Росії було випущено пам'ятну срібну монету номіналом 3 рубля, присвячену мечеті «Серце Чечні». Крім того, у листопаді 2015 року Московський монетний двір на замовлення Габону випустив 2 срібні пам'ятні монети номіналом 1000 франків із зображенням Серця Чечні.
У 2016 році Банком Росії було проведено конкурс, у ході якого мали визначитися 2 міста, зображення яких будуть розміщені на майбутніх банкнотах 200 і 2000 рублів. Серед іншого було висунуто й кандидатуру Грозного: мер міста запропонував розмістити зображення мечеті «Серце Чечні» на 200-рубльовій купюрі. Однак, попри підтримку кандидатури Грозного Міністерством у справах Північного Кавказу, за результатами інтернет-голосування перемогу здобули інші номінанти, а саме: Севастополь (Пам'ятник затопленим кораблям) та Далекий схід (Космодром «Восточний» та Міст на острів Руський).

## Галерея

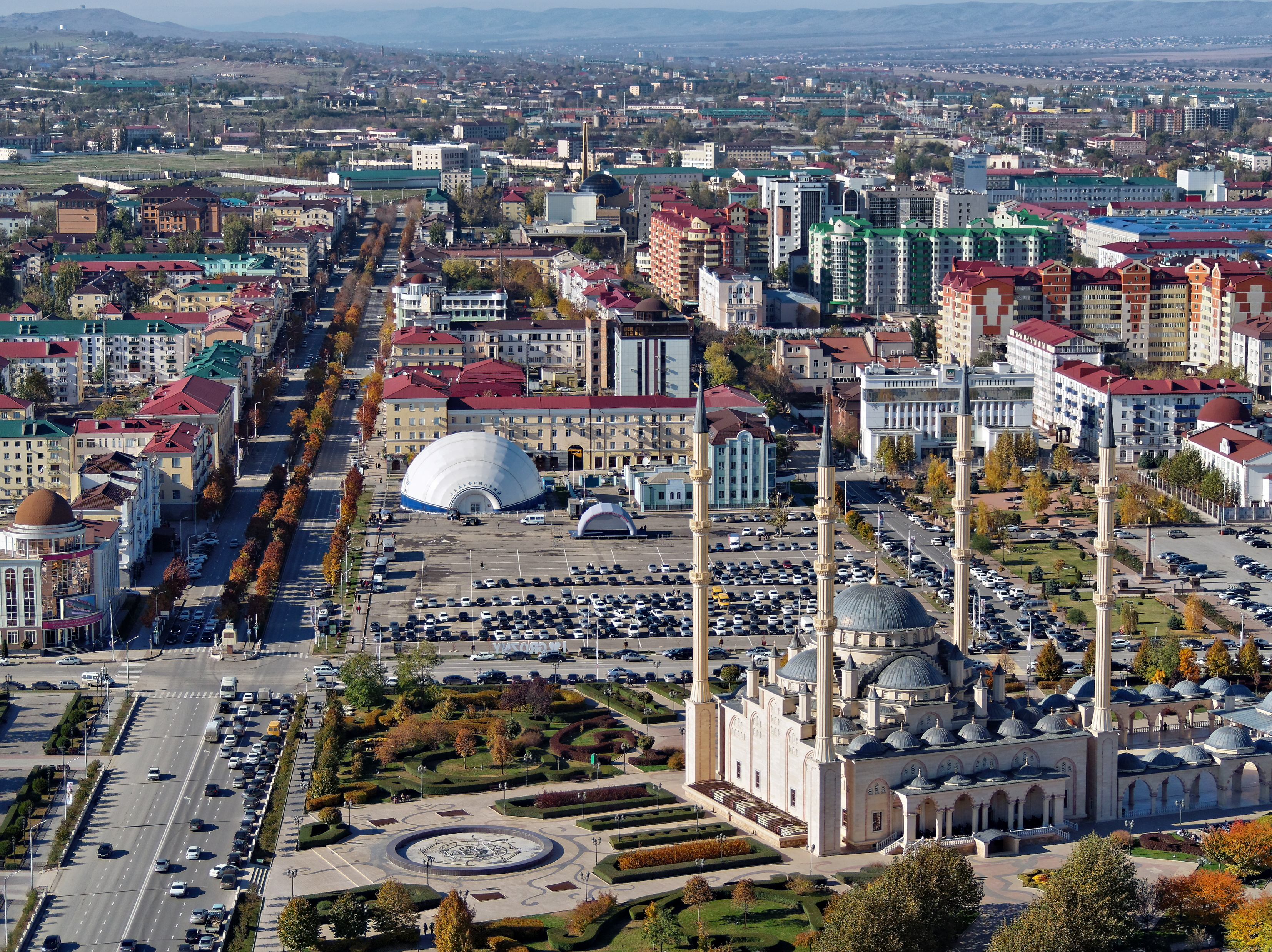
Мечеть «Серце Чечні»: вид згори
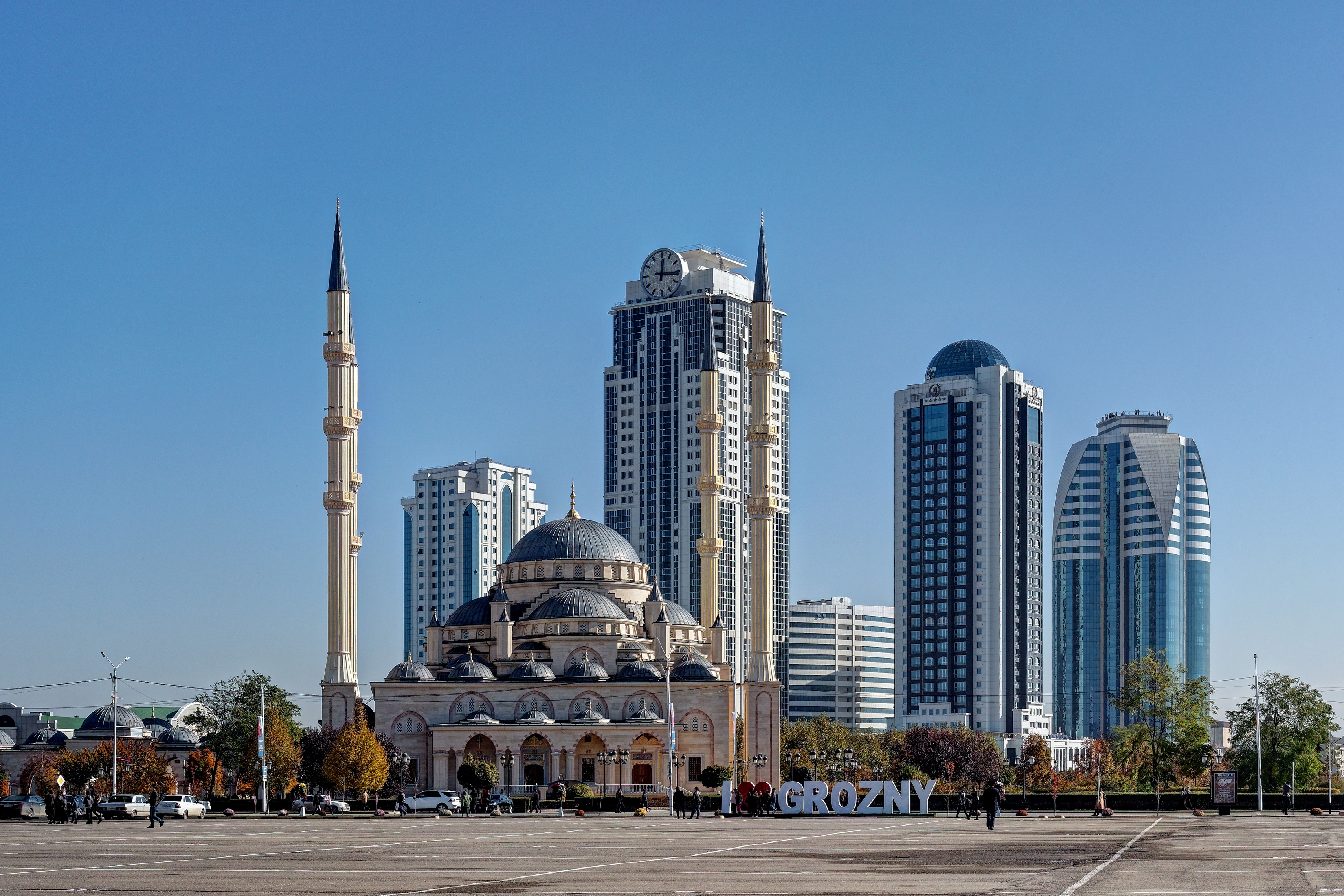
Мечеть на тлі бізнес-комплексу «Грозний-Сіті»
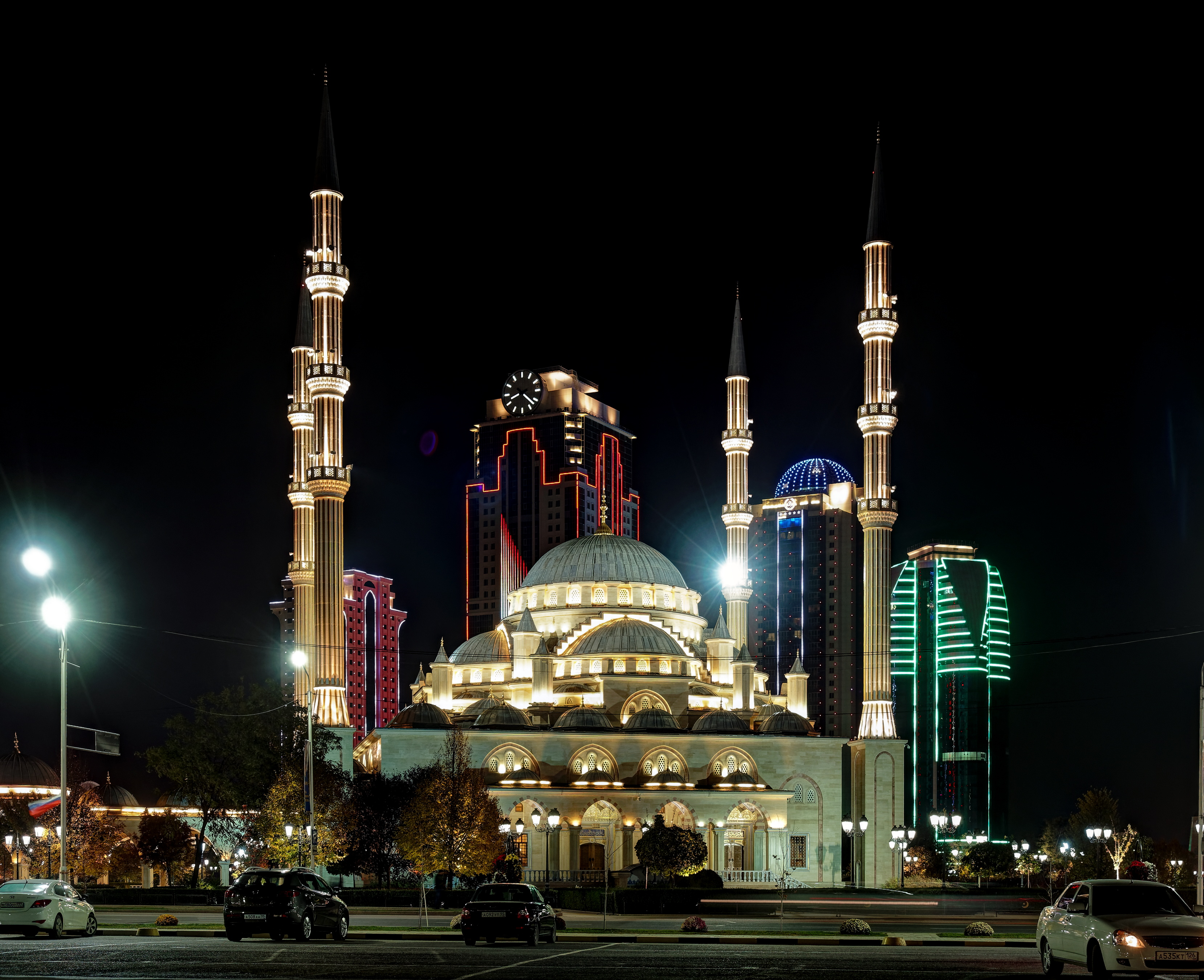
Мечеть вночі